# اولگا شرباتیخ
اولگا شرباتیخ (انگلیسی: Olga Sherbatykh؛ زادهٔ ۲ مهٔ ۱۹۸۸) ژیمناست هنری اهل اوکراین است.